# Colias nina
Colias nina är en fjärilsart som beskrevs av Fawcett 1904. Colias nina ingår i släktet Colias och familjen vitfjärilar. Inga underarter finns listade i Catalogue of Life.